# John Smith (cestista)
John Smith jr. (Columbus, 24 maggio 1944) è un ex cestista statunitense, professionista nella ABA.

## Carriera
Venne selezionato dai Los Angeles Lakers all'ottavo giro del Draft NBA 1968 (101ª scelta assoluta).